# Aspidothelium glabrum
Aspidothelium glabrum är en lavart som beskrevs av Lücking, Aptroot & Sipman. Aspidothelium glabrum ingår i släktet Aspidothelium och familjen Aspidotheliaceae.   Inga underarter finns listade i Catalogue of Life.